# 3328 Interposita
3328 Interposita eller 1985 QD1 är en asteroid i huvudbältet som upptäcktes den 21 augusti 1985 av den schweiziske astronomen Thomas Schildknecht vid Observatorium Zimmerwald. Namnet anspelar på att upptäckten gjordes mellan två andra mätningar.
Asteroiden har en diameter på ungefär 17 kilometer och den tillhör asteroidgruppen Eos.